# Metacyclops
Metacyclops é um género de crustáceo da família Cyclopidae.
Este género contém as seguintes espécies:
- Metacyclops campestris
- Metacyclops gasparoi
- Metacyclops postojnae